# ترلیتاون (ویرجینیا)
ترلیتاون، ویرجینیا (به انگلیسی: Turleytown, Virginia) یک محدوده ثبت‌نشده در ایالات متحده آمریکا است که در شهرستان راکینگهام ایالت ویرجینیا واقع شده‌است.